# Hội Vương thất Luân Đôn

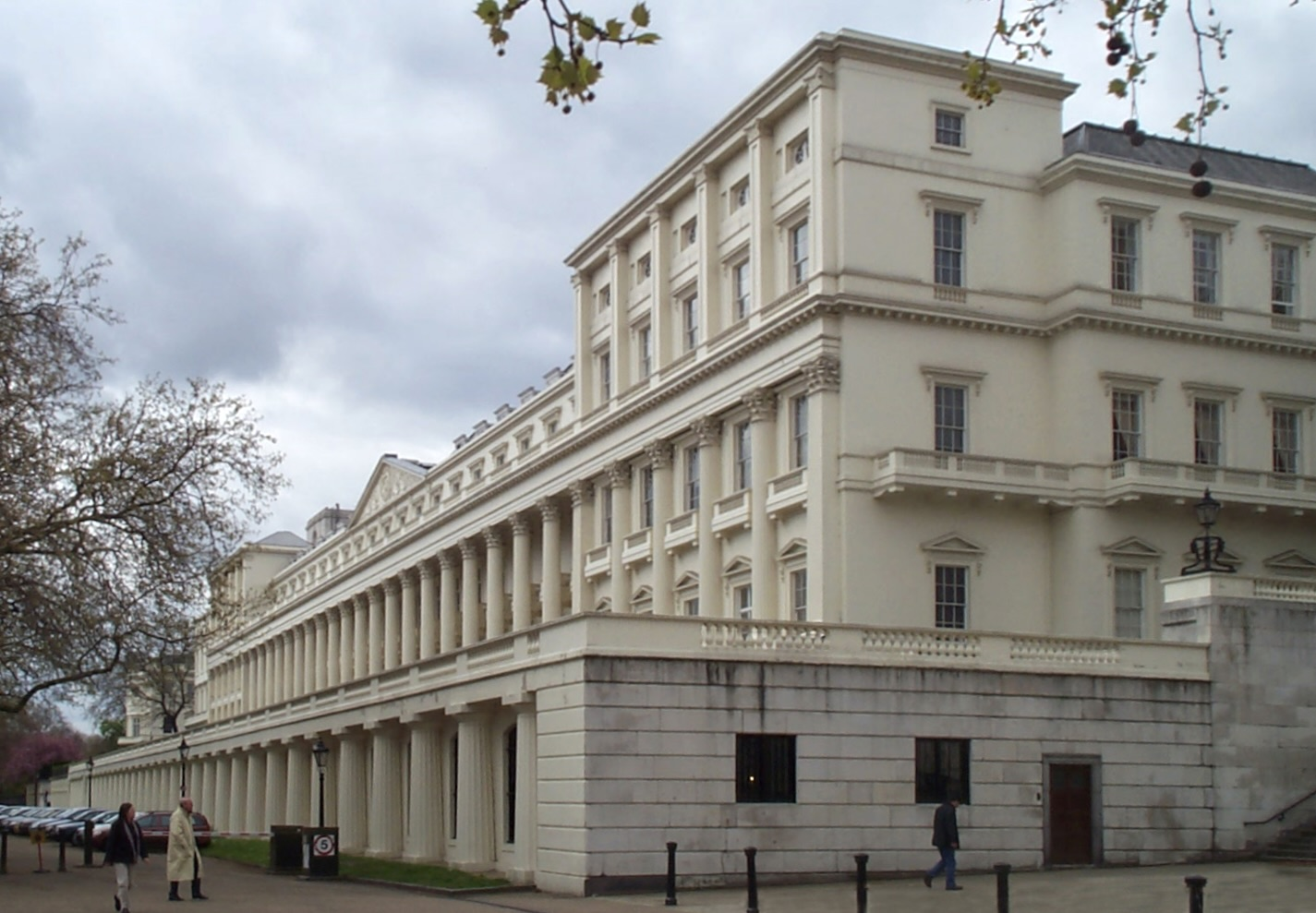
Cơ ngơi của Hội Vương thất Luân Đôn hiện nay, 6–9 Carlton House Terrace, London (một trong bốn tài sản thuộc Hội).

 Hội Vương thất Luân Đôn  (tiếng Anh: Royal Society), trụ sở đặt tại 6-9 Carlton House Terrace, Luân Đôn, Vương quốc Anh từ năm 1967, tên gọi chính thức là Hiệp hội Vương thất Luân Đôn về Xúc tiến Kiến thức Tự nhiên (The Royal Society of London for Improving Natural Knowledge). Một số văn bản tiếng Việt còn gọi hội này là Hội Vương thất Luân Đôn hoặc Hội Khoa học Vương thất Anh. Nó được thành lập vào tháng 11 năm 1660, là một hội khoa học thuộc loại lâu đời nhất trên thế giới và có uy tín rất lớn trong giới nghiên cứu khoa học kể từ thời kỳ Phục Hưng đến nay.
Hội Vương thất Luân Đôn được ủng hộ bởi Hiến chương Vương thất Anh do vua Charles II của Anh đề xuất. Xuất phát điểm của hội là từ một học viện ẩn danh, mà ở đó các nhà khoa học muốn tổ chức nghiên cứu và thảo luận các vấn đề khoa học.
Hội Vương thất Luân Đôn do một hội đồng các nhà khoa học dưới sự lãnh đạo của chủ tịch hội, được bầu bởi các thành viên của hội đồng. Các thành viên mới mới được tham gia hội dựa trên sự đề bạt của các thành viên trong hội. Tính đến năm 2016 số thành viên của Hội Vương thất Luân Đôn là khoảng 1.600 người. Mỗi năm hội kết nạp khoảng 44 người. Hội này từng có các thành viên nổi tiếng như Isaac Newton, Henri Poincaré.

## Lịch sử
Tiền thân của Hội Vương thất Luân Đôn là một nhóm rất nhỏ các nhà khoa học chỉ có 12 người, nhóm này họp mặt không cố định ở một địa điểm. Nhóm thảo luận về các vấn đề khoa học mới theo khuyến khích của Francis Bacon. Họ chia sẻ các thành tựu mà mình đạt được giữa các thành viên thuộc nhóm. Nhưng vào thời điểm này việc đi lại cũng gặp nhiều khó khăn nên các thành viên tham gia thảo luận thường không đầy đủ giữa các thành viên Hiệp hội Luân Đôn và thành viên Hiệp hội Oxford, nơi hoạt động sôi nổi nhất. 
Vào năm 1658, Hội bị giải tán dưới chế độ bảo hộ Anh, khi các binh lính chiếm lấy phòng họp tại học viện Gresham. Sau đó Hội hoạt động trở lại vào thời kỳ "Phục hồi của Anh".
Vì số thành viên lúc này rất đông nên nhu cầu lập một hội chính thức trở nên cấp thiết. Thế là vào ngày 2 tháng 11 năm 1660, một nhóm các nhà khoa học của Học viện ẩn danh công bố thành lập "Học viện khuyến khích học tập vật lý và toán học thực nghiệm". Nhà vua Charles II khi đó cho phép và Hiến chương Vương thất Anh ký quyết định cho lập Hội ngày 15 tháng 7 năm 1662, với chủ tịch đầu tiên là ngài Brouncker.